# Jana Stibůrková
Jana Stibůrková[zdroj?] rozená Menclová (* 20. srpna 1959, Praha) je československá hráčka basketbalu. Je vysoká 168 cm. Je zařazena na čestné listině mistrů sportu.

## Sportovní kariéra
V basketbalovém reprezentačním družstvu Československa v letech 1978 až 1983 hrála celkem 148 utkání a má podíl na dosažených sportovních výsledcích. Zúčastnila se tří Mistrovství Evropy 1978, 1981, 1983, na nichž získala dvě bronzové medaile za třetí místa v letech 1978 a 1981. Na Mistrovství Evropy kadetek s družstvem Československa v roce 1976 (Štětin, Polsko) skončila na 4. místě. Hrála za družstvo žen Výběru Evropy v roce 1981 v Itálii Caserta proti Sovětskému svazu (64:90).
V československé basketbalové lize žen hrála celkem 10 sezón (1976–1986) za družstvo Sparta Praha, s nímž získala v ligové soutěži šest titulů mistra Československa (1976–1981, 1986), třikrát druhé místo (1981–1984) a jedno třetí místo (1985). V sezónách 1978/1979, 1979/1980 a 1980/1982 byla třikrát vybrána do All-Stars – nejlepší pětice hráček československé ligy. Je na 125. místě v dlouhodobé tabulce střelkyň československé ligy žen za období 1963–1993 s počtem 1 222 bodů.
S klubem se zúčastnila 6 ročníků Poháru mistrů evropských zemí v basketbalu žen (PMEZ), ve kterém v roce 1978 skončila na druhém místě po prohře ve finále s klubem GS San Giovanni, Itálie, v roce 1977 byla vyřazena v semifinále od CUC Clermont Ferrand, Francie a 4× hrála ve čtvrtfinálové skupině (1979–1982).
Dále v Poháru vítězů pohárů, Ronchetti Cup družstvo hrálo 3 ročníky (1983–1986) a hrálo ve čtvrtfinálové skupině s umístěním 2× na 2. místě (1983, 1984) a 1× na 3. místě (1986).  

## Sportovní statistiky

### Kluby
- 1976–1986 Sparta Praha, celkem 10 sezón a 10 medailových umístění: 6× mistryně Československa (1976–1981, 1986), 3× vicemistryně Československa (1981–1984), 1× 3. místo (1985)
- 1978–1982: nejlepší pětka hráček ligy – zařazena 3×: 1979/1980, 1980/1981, 1981/1985

### Evropské poháry
je uveden počet zápasů vítězství:porážky a celkový výsledek v soutěži
- s klubem Sparta Praha
- Pohár mistrů evropských zemí v basketbalu žen (PMEZ)
  - 1978 – 11 7:4, výhra v semifinále nad Minior Pernik, Bulharsko, prohra ve finále s GS San Giovanni, Itálie, 2. místo
  - 1977 – 8 5:3, v semifinále vyřazeni od CUC Clermont Ferrand, Francie
  - 4× účast ve čtvrtfinálové skupině na 3. místě: 1979 6 2:4, 1980 8 5:3, 1981 10 7:3, 1982 8 3:1:4
  - celkem 6 ročníků poháru, účast ve finále a 2. místo (1978), semifinále (1977), 4× účast ve čtvrtfinálové skupině
- Pohár vítězů pohárů – Ronchetti Cup
- celkem 3 ročníky poháru, 3× účast ve čtvrtfinálové skupině: 2× 2. místo 1983 4 3:1, 1984 6 3:3, 3. místo 1986 4 0:4

### Československo
- Mistrovství Evropy: 1978 Poznaň, Polsko (49 bodů / 7 zápasů) 3. místo, 1981 Ancona, Itálie (14/4) 3. místo, 1983 Budapešť, Maďarsko (34/6) 6. místo, celkem na 3 ME 97 bodů a 17 zápasů
- 1978–1985 celkem 148 mezistátních zápasů, na ME celkem 97 bodů v 17 zápasech, 2× 3. místo a 1× 6. místo
- 1976 Mistrovství Evropy kadetek: Štětin, Polsko (67/5), 4. místo

### Výběr Evropy žen
Hrála za družstvo žen Výběru Evropy v Itálii Caserta dne 22. 9. 1981 proti Sovětskému svazu (64:90). Její spoluhráčkou byla Ivana Třešňáková